# Leicester (Engeland)
Leicester [ˈlɛstə] is een unitary authority met de officiële titel van city, en het is een district in Engeland. Het is de grootste stad in East Midlands, en (qua bevolkingsaantal) de tiende stad van Engeland en de dertiende stad in het Verenigd Koninkrijk. Leicester ligt aan de rivier de Soar en aan de rand van het National Forest. 

## Geschiedenis
Volgens Geoffrey van Monmouth is de stad onder de naam Kaerleir gesticht door de mythische koning Leir. Leir zou door zijn dochter Cordelia zijn begraven in een kamer onder de Soar nabij de stad. Deze grafkamer werd opgedragen aan de god Janus. Jaarlijks vieren mensen Janus' naamdag nabij de grafkamer van Leir. Het toneelstuk King Lear van William Shakespeare is losjes gebaseerd op dit verhaal.
De aanleg van het Grand Union Canal in 1790 verbond Leicester met Londen en Birmingham. Het eerste treinstation in Leicester werd geopend in 1832 bij de aanleg van de Leicester and Swannington Railway, die de stad van kolen bevoorraadde vanuit nabijgelegen kolenmijnen. Hiermee was de stad een van de eerste ter wereld met een spoorweg. 

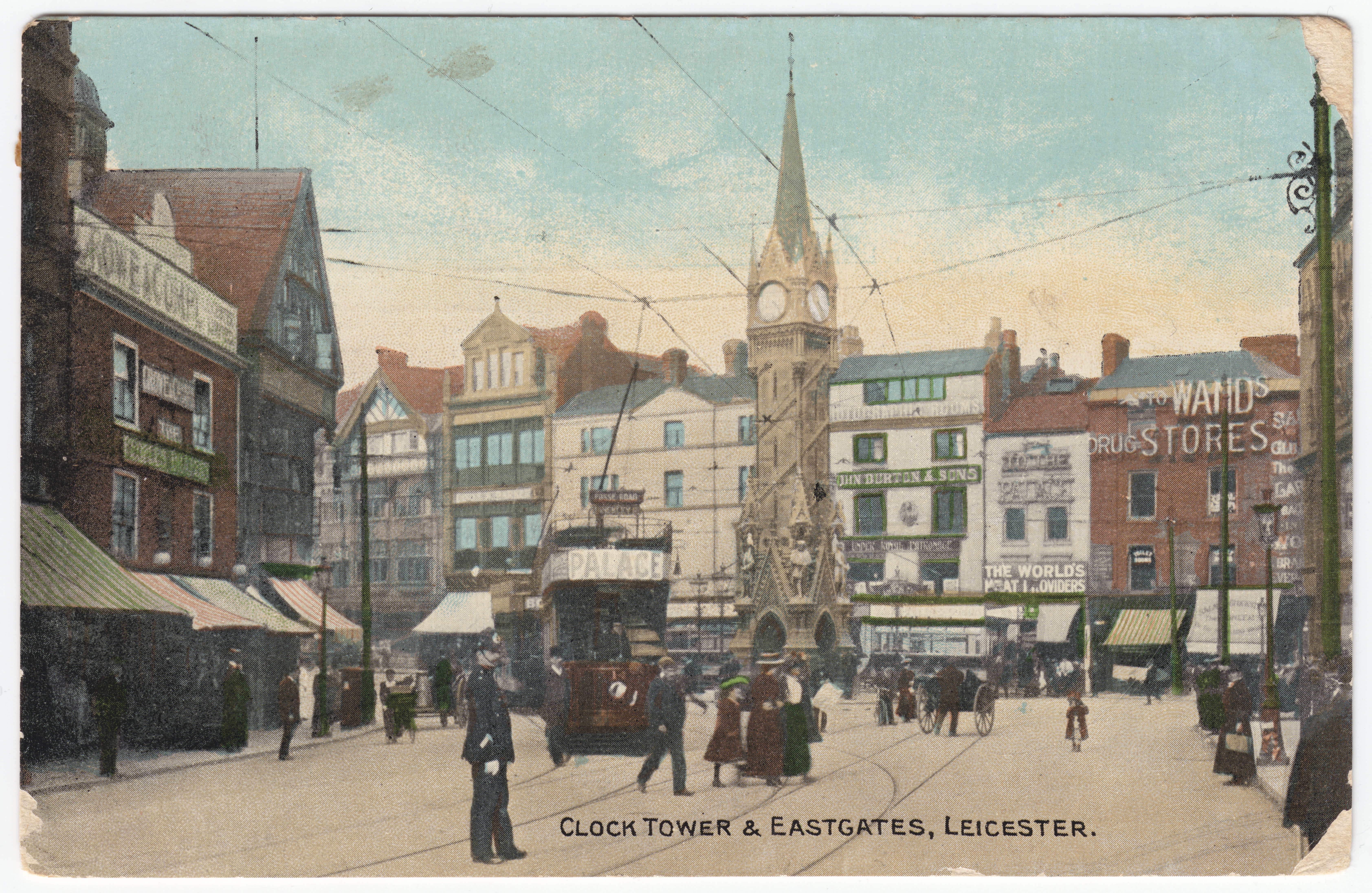
De stad rond 1910.

Een directe verbinding met London St Pancras werd in de jaren 1860 door de Midland Railway tot stand gebracht. Deze ontwikkelingen stimuleerden een proces van industrialisatie gedurende de regeerperiode van koningin Victoria. Tussen 1861 en 1901 nam de bevolking van Leicester toe van 68.100 tot 211.600. In 1900 zorgde de Great Central Railway voor een nieuwe verbinding met Londen, maar de snelle bevolkingsgroei van de voorgaande decennia was al begonnen te vertragen tegen de tijd van de dood van koningin Victoria in 1901. In 1927 werd Leicester opnieuw een kathedraalstad bij de wijding van de Sint-Martinuskerk als kathedraal. Een tweede belangrijke uitbreiding van de grenzen na de veranderingen in 1892 vond plaats in 1935, met de annexatie van de rest van Evington, Humberstone, Beaumont Leys en een deel van Braunstone. Een derde grote herziening van de grenzen vond plaats in 1966, met de netto toevoeging aan de stad van iets meer dan 450 acres (182 ha). De grens is sindsdien ongewijzigd gebleven. Sinds de Tweede Wereldoorlog heeft Leicester te maken gehad met grootschalige immigratie van over de hele wereld. 
Sinds 1962 wordt er jaarlijks de Leicester Ministers Conference gehouden, een conferentie van behoudend protestantse predikanten. Op de eerste predikantenconferentie kwamen er 42 predikanten bij elkaar, de laatste jaren zijn het er vele honderden.
In 2012 werden in Leicester de resten opgegraven van Koning Richard III van Engeland. Dit verhaal wordt uit de doeken gedaan in het King Richard III Visitor Centre.
In 2022 was de stad wekenlang het toneel van rellen tussen hindoejongeren en moslimjongeren.

## Sport
Leicester City FC is de professionele voetbalclub van de stad. Op 2 mei 2016 werd de club voor het eerst landskampioen van Engeland. Leicester City FC speelt zijn wedstrijden in het King Power Stadium.
In 1970 werden in Leicester de wereldkampioenschappen wielrennen georganiseerd. De Belg Jean-Pierre Monseré won er de wegwedstrijd voor beroepsrenners. Daarnaast vonden in Leicester tweemaal de Wereldkampioenschappen baanwielrennen plaats; in 1970 en 1982.
Leicester was drie keer speelstad bij het WK rugby. Bij het WK rugby van 1991 en 1999 werden de wedstrijden gespeeld op Welford Road. Bij de editie van 2015 werd het grotere voetbalstadion van Leicester City FC gebruikt.
In Leicester wordt sinds 2021 de World Grand Prix Darts gespeeld. Dit toernooi wordt normaal; gesproken in het Citywest Hotel in Dublin gespeeld, maar sinds 2021 dat niet mogelijk vanwege de coronacrisis en de Oorlog in Oekraïne. Het toernooi werd daarom verplaatst naar de Morningside Arena.

## Stedenband
- Krefeld (Duitsland), sinds 1969

## Geboren in Leicester
- Filippa van Lancaster (1360-1415), koningin van Portugal
- Catherine Grey (1540–1568), edelvrouw
- Ann Pouder (1807-1917), 110-jarige
- Henry Walter Bates (1825-1892), natuuronderzoeker
- William Forsell Kirby (1844–1912), entomoloog
- Margaret Nevinson (1858–1932), schrijfster en voorvechter van het vrouwenkiesrecht
- Joseph Merrick (1862–1890), The Elephant Man
- Jessie Pope (1868–1941), schrijfster
- John Jarvis (1872–1952), waterpolospeler
- C.P. Snow (1905–1980), wetenschapper, politicus en schrijver
- Donald Hings (1907–2004), uitvinder
- George Pollock (1907-1979), filmregisseur
- Bob Gerard (1914–1990), Formule 1-coureur
- Barry Letts (1925–2009), acteur, televisieregisseur en producer
- Colin Wilson (1931–2013), schrijver
- Joe Orton (1933–1967), auteur en toneelschrijver
- John Taylor (1933–1966), autocoureur
- Kate O'Mara (1939–2014), film- en televisieactrice
- Sheila Fearn (1940), actrice
- Graham Chapman (1941-1989), acteur/komiek Monty Python
- Stephen Frears (1941), filmregisseur
- Jon Lord (1941-2012), toetsenist Deep Purple
- Henry Lowther (1941), trompettist
- Roger Chapman (1942), rockzanger (Family)
- Barry Jenkins (1944), drummer
- Julian Barnes (1946), schrijver
- Tony Kaye (1946), rocktoetsenist
- Sue Townsend (1946-2014), schrijfster
- Michael Kitchen (1948), acteur en tv-producer
- Pick Withers (1948), drummer van Dire Straits
- Peter Shilton (1949), voetballer
- John Illsley (1949), bassist van Dire Straits
- John Deacon (1951), bassist van Queen
- Gregory Winter (1951), wetenschapper en winnaar Nobelprijs voor Scheikunde 2018
- David Icke (1952), voetballer, schrijver en activist
- Willie Thorne (1954-2020), snookerspeler
- Michael Robinson (1958–2020), voetballer
- Gary Lineker (1960), voetballer en presentator
- Josette Simon (1960), actrice
- Dominic Keating (1962), acteur
- Matt Darey (1968), DJ/producer
- Dion Dublin (1969), voetballer
- Richard Armitage (1971), acteur
- Parminder Nagra (1975), actrice
- Chris Wooding (1977), schrijver
- Emile Heskey (1978), voetballer
- Lewis Neal (1981), voetballer
- Jamie Green (1982), autocoureur
- Stephen Jelley (1982), autocoureur
- Mark Selby (1983), snookerspeler
- Lee Tomlin (1989), voetballer
- Robert Loe (1991), basketbalspeler
- Lucy Garner (1994), wielrenster
- Che Adams (1996), voetballer
- Katie Boulter (1996), tennisspeelster
- George Thomas (1997), voetballer
- Trey Nyoni (2007), voetballer